# Love Letter (jogo de cartas)
Love Letter é um jogo de cartas criado por Seiji Kanai e lançado pela Kanai Factory, em 2012. No Brasil, o jogo foi publicado pela Galápagos Jogos.

## Descrição
Era uma vez, em um reino distante, uma princesa muito amada por todos e desejada pelos jovens cortesãos. Neste jogo, os jogadores competirão entre si para entregar sua carta de amor à princesa, com a ajuda de aliados, familiares e amigos da princesa, utilizando-se de lógica, dedução e blefe.
Todas as cartas do jogo representam pessoas mais ou menos próximas da princesa. Cada jogador terá em mãos uma carta, e na sua vez de jogar deverá comprar uma carta do topo do baralho, escolher entre esta e a carta que tem em mãos e resolver seu efeito.

### Preparação do jogo
Para iniciar a partida, embaralhe as cartas de personagens para formar o baralho, deixando-o no meio da mesa ao alcance de todos os jogadores. Compre uma carta do topo do baralho, e sem olhar, deixe-a ao lado virada para baixo. Distribua uma carta para cada jogador. A pessoa que escreveu uma carta mais recentemente será o primeiro jogador.
Cada jogador é um pretendente da princesa e as cartas de sua mão representam quem está levando a carta de amor. Mas, seus aliados mudam durante as rodadas à medida que cartas são compradas e jogadas. Para vencer a rodada, o jogador deve ter a carta de maior valor ou ser o único jogador restante da rodada.

### Desenvolvimento do jogo
O turno do jogador se dará da seguinte forma:
- comprar uma carta do topo do baralho;
- escolher entre a carta comprada ou a carta que tenha em mãos;
- colocar a carta virada para cima, em frente ao jogador;
- resolver o efeito da carta.

Alguns efeitos poderão tirar um jogador do jogo até a próxima rodada. Neste caso, este deverá descartar suas cartas deixando-as em sua frente, viradas para cima. Todas as cartas jogadas ou descartadas devem estar vísiveis para todos os jogadores. A rodada terminará quando as cartas do baralho acabarem ou quando restar apenas um jogador na mesa.

### Fim da rodada

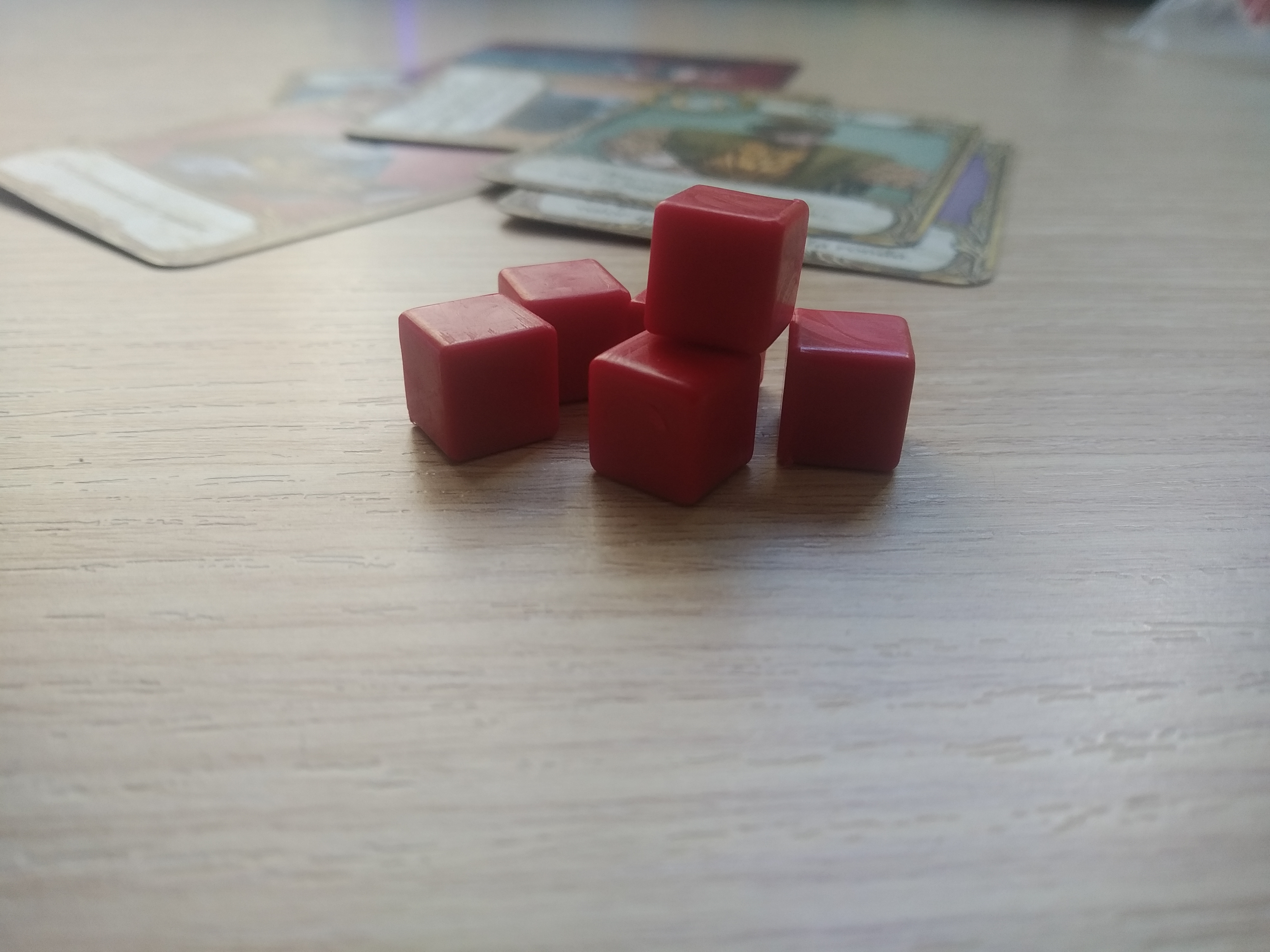
"Fichas" de privilégio, da versão espanhola do jogo Love Letter

Se as cartas do baralho tiverem acabado, todos os jogadores em jogo revelam e comparam suas cartas. Quem tiver a carta de maior valor vence a rodada ganha uma ficha de privilégio. Se a condição de final de rodada for ter restado apenas um jogador ativo na mesa, este ganha uma ficha de privilégio e a rodada termina automaticamente.

### Fim de jogo
O jogo termina quando um jogador atingir o número mínimo de fichas de privilégio de acordo com a seguinte tabela:
| Número de jogadores            | 2 | 3 | 4 | 5 | 6 |
| ------------------------------ | - | - | - | - | - |
| Número de fichas de privilégio | 6 | 5 | 4 | 3 | 3 |

## Prêmios e indicações
| Ano  | Prêmio                                     | Categoria                                         | Resultado | Referência |
| ---- | ------------------------------------------ | ------------------------------------------------- | --------- | ---------- |
| 2012 | 11th Japan Boardgame Prize                 | Japan Boardgame Prize Voters' Selection           | Venceu    | [ 4 ]      |
| 2012 | Jocul Anului în România                    | Jocul Anului în România Beginners                 | Indicado  | [ 5 ]      |
| 2013 | Diana Jones Award for Excellence in Gaming |                                                   | Indicado  | [ 6 ]      |
| 2013 | Fairplay À la carte                        | Melhor jogo de cartas                             | Indicado  | [ 7 ]      |
| 2013 | Golden Geek Awards                         | Melhor jogo de cartas                             | Venceu    | [ 8 ]      |
| 2013 | Golden Geek Awards                         | Melhor jogo de tabuleiro de família               | Venceu    | [ 8 ]      |
| 2013 | Golden Geek Awards                         | Melhor jogo Party Game                            | Venceu    | [ 8 ]      |
| 2013 | Golden Geek Awards                         | Jogo de tabuleiro mais inovador                   | Venceu    | [ 8 ]      |
| 2013 | Gouden Ludo                                |                                                   | Indicado  | [ 9 ]      |
| 2013 | Hra roku                                   |                                                   | Indicado  | [ 10 ]     |
| 2013 | Origins Awards                             | Melhor jogo para crianças, famílias ou Party Game | Indicado  | [ 11 ]     |
| 2014 | Fairplay À la carte                        | Melhor jogo de cartas                             | Indicado  | [ 12 ]     |
| 2014 | Gra Roku                                   | Jogo do ano                                       | Indicado  | [ 13 ]     |
| 2014 | Guldbrikken                                | Melhor jogo de tabuleiro de família               | Venceu    | [ 14 ]     |
| 2014 | Origins Awards                             | Melhor jogo de cartas                             | Venceu    | [ 15 ]     |